# 山岳リゾート

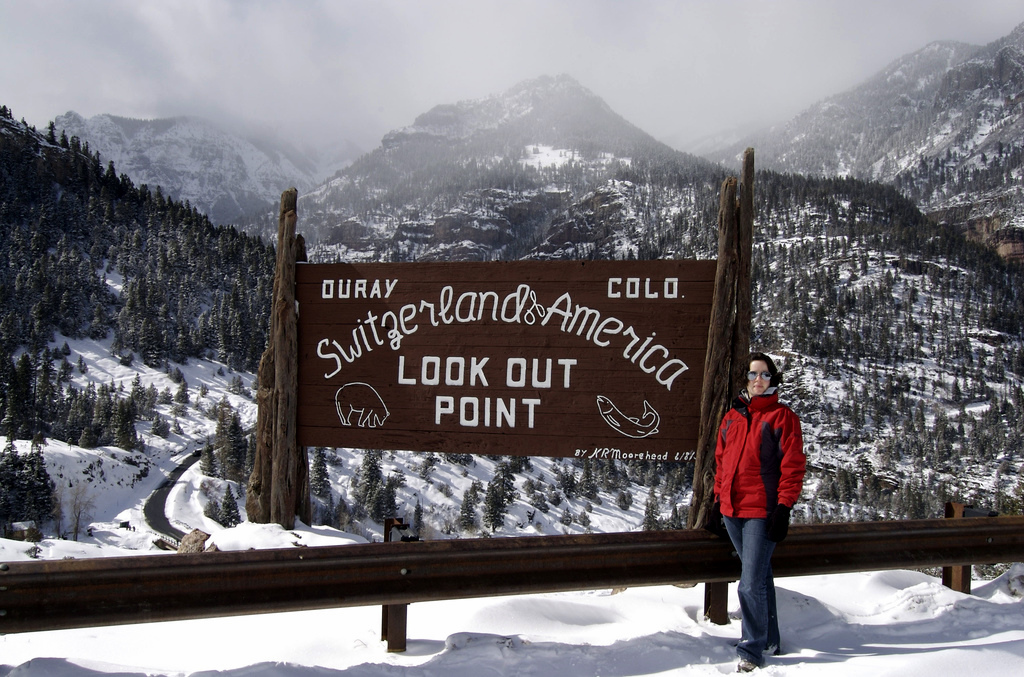
コロラド州ユアレイ - アメリカのスイス

山岳リゾート（さんがくリゾート、英語: mountain resort）は、山岳地域に立地する休日や休暇を過ごす場所。スキー、スノーボード、アイスクライミング、スケートなどのウィンタースポーツやマウンテンバイク、マウンテンボード、ハイキングなどの夏の活動を行う場所を含み、スキーの場合はスキーリゾートとも称する。高温地域では丘陵・山岳リゾートは避暑地として機能する。

## 北アメリカ
アメリカ合衆国およびカナダでは、「山岳リゾート」の語はハイキング、マウンテンバイク、ゴルフ、テニスなど夏の活動とウィンタースポーツの両方が行える通年のリゾートを意味する。

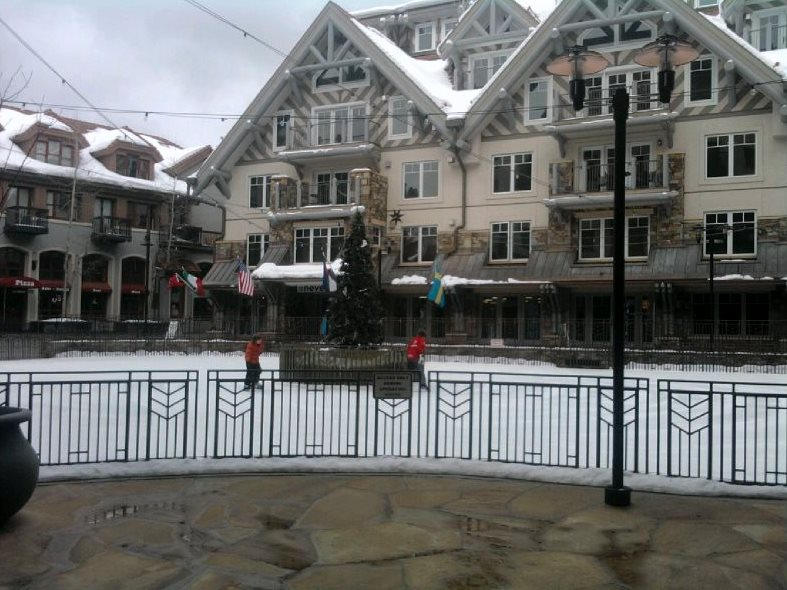
マウンテンビレッジ

- アスペン（コロラド州）
- マウンテンビレッジ（英語版）（コロラド州）
- ユアレイ（英語版）（コロラド州）
- ロングヒルビレッジ（英語版）（コロラド州）
- ビッグベアレイク（英語版）（カリフォルニア州）
- フラッグスタッフ（アリゾナ州）
- ティトンビレッジ（英語版）（ワイオミング州）
- ウィスラー（ブリティッシュコロンビア州）
- アティタッシュ（英語版）（ニューハンプシャー州）
- クランモア・マウンテンリゾート（英語版）（ニューハンプシャー州）
- キリントン・スキーリゾート（英語版）（バーモント州）

## 日本
1933年、帝国ホテルを率いていた大倉喜七郎は、北アルプスへの登山をきっかけに長野県上高地の地に上高地帝国ホテルを開業。日本の山岳リゾート地の先駆けとなった。その後、燕岳の山小屋（現在の燕山荘）も帝国ホテルグループ傘下に収めるが、おりしも第二次世界大戦に突入し、山岳リゾートとして発展することはなかった。
日本においては長野県が本格的な山岳リゾートを目指している。松本大学教授の清水聡子は、スキー場を抱える地域は山岳リゾート・スノーリゾートへ転換すべきと提言した。
1999年（平成11年）には野沢温泉、志賀高原、白馬八方尾根、蔵王温泉、妙高高原、草津温泉の6つの伝統的な山岳リゾートによるMt．6（ベスト オブ ザ クラシック マウンテンリゾート）という地域活性化組織が設立された。 
- 上高地[6][7]
- 乗鞍高原[7]
- 奥飛騨[7]

## インド
イギリス領インド帝国時代、植民地の支配者はヒマラヤ山脈や南インドの山岳地に避暑地（hill stations）と呼ばれる夏季の平野部の高温を避けるリゾートを建設した。

## 各国
中国では清の皇帝が、夏の北京市の暑さを避けるために避暑山荘を18世紀に建設した。フィリピンでは、アメリカ人統治者がマニラの暑さを避けるために第一の夏の首都としてバギオを建設した。
トルコでは都市住民は夏の暑さを避けるため、伝統的に夏休みをヤイラと呼ばれるリゾートで過ごしてきた。キプロスではプラトレスが最も著名な山岳リゾートである。
タイ王国では国内で3番目に標高が高い、チエンマイ県ファーン郡にあるドイアンカーンが著名なリゾートである。
スイスのサンモリッツは、19世紀中ごろから発達してきた山岳リゾートである。